# Sabará
Sabará è un comune del Brasile nello Stato del Minas Gerais, parte della mesoregione Metropolitana di Belo Horizonte e della microregione di Belo Horizonte.
È una città storica ben conservata e conserva le peculiari caratteristiche barocche, con le sue chiese, i suoi edifici e i suoi musei.

## Geografia
Sabará è situata a 22 km ad est di Belo Horizonte.

## Storia
Sabará ha origine da un villaggio di pionieri fondato alla fine del secolo XVII. Con la crescita della popolazione, nel 1707 il villaggio fu elevato a parrocchia, da lì a borgo e in seguito a comune nel 1711, con il nome di Vila Real de Nossa Senhora da Conceição do Sabará. Ha raggiunto il rango di città nel 1838.
La storia di Sabará è legata alla scoperta di giacimenti d'oro nella regione, allora conosciuta come Sabarabuçu, alla fine del XVII secolo ed alla presenta del bandeirante Manuel de Borba Gato, che qui rimase dopo la morte del famoso bandeirante Fernão Dias Pais che divenne il suo primo capitano. Predomina oggi la versione che quando il bandeirante paulista giunse là, esistesse già un villaggio e che il nucleo urbano da lui fondato fu, in realtà, Santo Antônio do Retiro da Roça Grande, che si trova un poco prima della confluenza del Sabará, sull'altra sponda del Rio das Velhas.
L'origine del nome è abbastanza controversa. L'esploratore inglese Richard Burton riporta nel 1867 che tale nome deriverebbe da un vecchio sciamano che dimorava nei pressi in tempi remoti. Anche un altro viandante, il francese Saint-Hilaire, fornisce una versione, non molto attendibile, per la quale il nome deriverebbe da un misto di grammatica e termini indigeni. Secondo lo storico dello Stato di Minas Gerais Diogo de Vasconcelos, il nome ha a che vedere con la particolarità geografica della confluenza di un fiume in un fiume di maggiori dimensioni, così come accade nel luogo in cui la città fu fondata, laddove il rio Sabará sfocia nel rio das Velhas. Questa versione è di gran lunga più attendibile, dal momento che gli indigeni brasiliani, di qualunque regione, tendevano a identificare le configurazioni geografiche creando termini indicanti la raffigurazione e l'idea (concreta o astratta) che tali luoghi suggerivano.
Sabará fu elevata al rango di "città" da Antonio de Albuquerque, subito dopo la fine della guerra "dos Emboabas", insieme con Ribeirão do Carmo e Vila Rica. Come sede della provincia di un'importante zona aurifera, possedeva la sua odiata casa di fusione, dove doveva essere portato tutto l'oro estratto nella regione per essere fuso in barre e regolarmente tassato. L'antica provincia di Samará era la più grande dello Stato di Minas, ed arrivava fino alla zona di Paracatú ed al "Triangulo Mineiro"
Al principio del XIX secolo, Sabará era divisa in città vecchia e città nuova. La città vecchia era la zona dove oggi si trovano le chiese di Nossa Senhora do Ó e di Nossa Senhora da Conceição, mentre la città nuova era la zona che comprende il centro storico e la parte bassa in direzione del fiume.
A Sabará morì uno dei delatori della rivolta chiamata della "Inconfidência Mineira", il colonnello del reggimento di ausiliari di Paracatú Basilio do Brito Malheiro. Morì maledicendo il Brasile ed i Brasiliani e temendo di cadere in un'imboscata in qualche vicolo oscuro, punito dal popolo di Sabará per la sua vile delazione. Sempre di Sabará era originario uno dei più implacabili persecutori della rivolta, il giudice César Manitti, difensore civico e cancelliere del tribunale che condannò i ribelli.

## Turismo

### Antiche residenze
Sabará conserva alcuni tratti storici preservati, soprattutto nel centro della città, in Rua Pedro II, anticamente Rua Direita, dove troviamo alcune residenze dell'Ottocento. Particolare evidenza merita la Casa di Padre Correa o di Jacinto Dias, costruita nel 1773, che presenta scaloni in legno di palissandro e soffitti intagliati della terza fase del barocco locale, dove oggi si trova la sede Municipale. La casa ospitò figure illustri, come Don Pedro I e Don Pedro II. Il suo antico proprietario, il Padre José Correa sa Silva, era sospettato di essere un cospiratore, e probabilmente le orecchie di qualcuna delle pareti devono aver ascoltato molte invettive contro la Corona e contro il governatore Cunha Menezes. Altra storica costruzione, questa del XVIII secolo, è la Casa Azul, dove oggi funziona un dipartimento pubblico federale. Un'altra attrazione è la cosiddetta Casa Borba Gato. Il nome è solo un richiamo turistico, dato che il famoso pioniere del Sabarabuçu non vi abitò mai, ed il nome è stato preso dalla via dove è situata. Si tratta dell'antica Rua da Cadeia (Via della Prigione) che fu ribattezzata con il nome del "bandeirante" nel 1911. La casa, costruita dalla famiglia Guimarães nel 1814, è stata nel tempo albergo, scuola, casa parrocchiale ed oggi è una sede dell'Istituto per il Patrimonio storico (Iphan) dedicata alla conservazione del patrimonio storico della città.

### Fontane
Sabará possiede ancora diverse storiche fontane, delle quali le più conosciute sono quella del Kaquende, costruita in Rua São Pedro nel 1757, nell'antico centro commerciale della città, quella del Rosario a lato dell'omonima chiesa, nella Piazza Melo Viana, e quella della Corte Reale.

### Architetture religiose

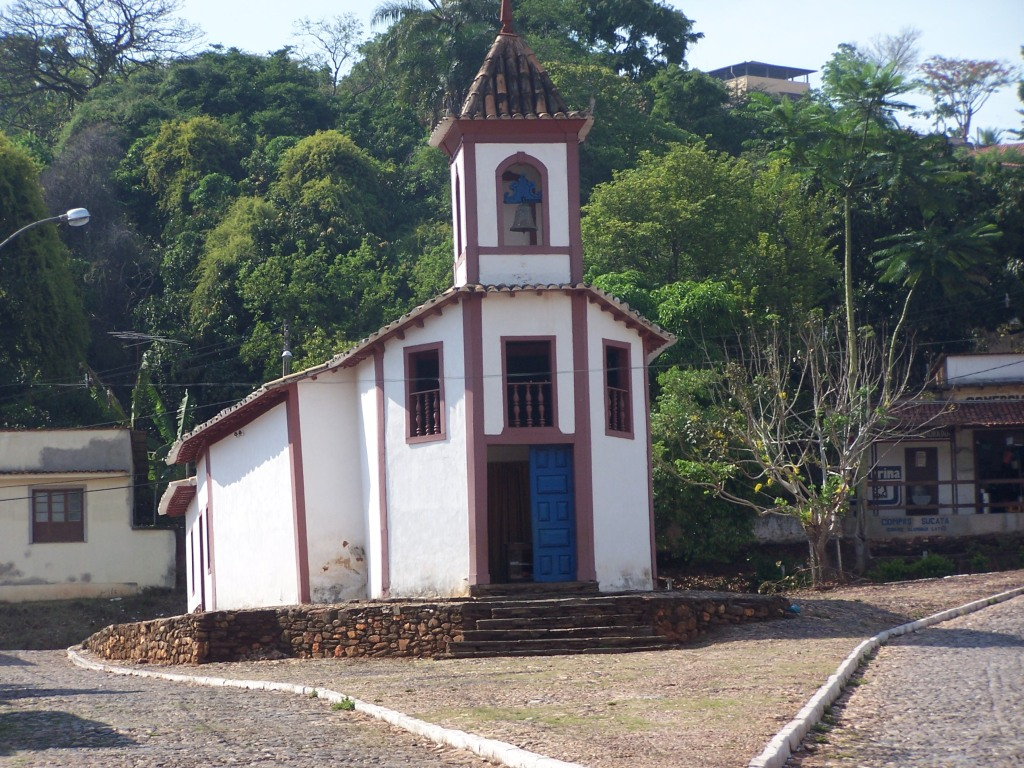
Cappella di Nossa Senhora do Ó.

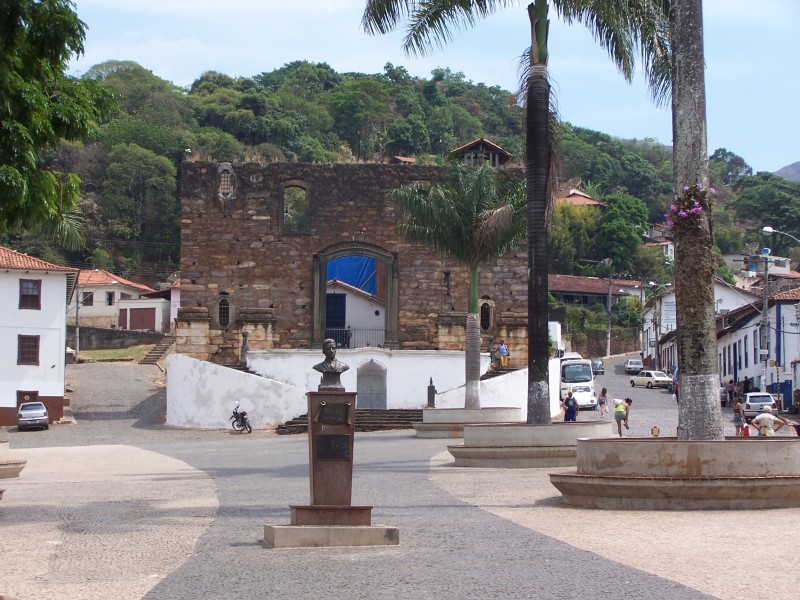
L'incompiuta Igreja do Rosário.

Sabará possiede uno degli insiemi più notevoli di chiese settecentesche di tutto il Minas:
- Nossa Senhora do Ó del 1717, uno degli esempi più rappresentativi del barocco del Minas, mostra un'influenza cinese nella sua architettura esterna e nella decorazione interna; il suo nome si riferisce alle litanie di Nostra Signora, che in portoghese iniziano sempre con "Ó" e proseguono con lodi o ringraziamenti;
- Nossa Senhora da Conceição del 1710, chiesa matrice della città, sorge nella piazza Getúlio Vargas (città antica);
- Nossa Senhora do Carmo del 1763, conserva varie opere di Aleijadinho;
- Nossa Senhora das Mercês del 1781, con linee architettoniche semplici, priva di ornamenti interni, ma localizzata in un luogo privilegiato dal punto di vista della composizione del paesaggio urbano;
- Nossa Senhora do Rosário del 1713, lasciata incompiuta dagli schiavi della fratellanza degli uomini neri della Barra do Sabará, i quali la stavano edificando, ma si fermarono per mancanza di fondi;
- Igreja de Nossa Senhora da Assunção, nel distretto di Ravena, pure del XVIII secolo, che nel 2010 fu sottoposta a un intervento di restauro da parte dello IEPHA;
- São Francisco del 1781, oltre a varie cappelle.